# Bikolor
Bikolor ("tvåfärgad") är en vexillologisk term för en flagga som har två lika stora fält i olika färger. En bikolor skall därutöver inte ha något annat emblem eller statsvapen, men med en vidare betydelse brukar man i begreppet även begripa flaggors som utöver två färgfält har ytterligare något emblem. Ett exempel på en horisontell bikolor är Polens flagga. Ett exempel på en vertikal bikolor är Maltas flagga.
En flagga med tre fält i olika färger kallas trikolor.

## Lista över bikolorer

### Afrika
- Algeriet
- Angola
- Burkina Faso

### Asien
- Indonesien
- Singapore

### Europa
- Liechtenstein
- Malta
- Monaco
- Polen
- Rom (tillhör Italien)
- San Marino
- Ukraina
- Vatikanstaten
- Wales (tillhör Storbritannien)

### Nordamerika
- Forsyth County, North Carolina (tillhör USA)
- Grönland (tillhör Danmark)
- Northampton County, Pennsylvania (tillhör USA)
- San Antonio, Texas (tillhör USA)
- Santa Clara, Kalifornien (tillhör USA)
- Trenton, New Jersey (tillhör USA)